# Liga Naţională (mænd)
 Denne artikel omhandler herreligaen. Opslagsordet har også en anden betydning, se Liga Naţională (kvinder).
Liga Naţională er den øverste række i rumænsk håndbold. Ligaen blev dannet i 1933 til 11-mandshåndbold. I 1958 gik man over til den nuværende system med syv spillere. Den er organiseret under det rumænske håndboldforbund, Federația Română de Handbal og består af fjorten hold.

## List over mestre
| Hold                     | Antal titler | Sæson |
| ------------------------ | ------------ | --- |
| CSA Steaua Bucureşti     | 28           | 1963, 1967, 1968, 1969, 1970, 1971, 1972, 1973, 1974, 1975, 1976, 1977, 1979, 1980, 1981, 1982, 1983, 1984, 1985, 1987, 1988, 1989, 1990, 1994, 1996, 2000, 2001, 2008 |
| CS Dinamo Bucureşti      | 12           | 1959, 1960, 1961, 1962, 1964, 1965, 1966, 1978, 1986, 1995, 1997, 2005                                                                                                 |
| HCM Constanţa            | 5            | 2004, 2006, 2007, 2009, 2010 |
| HC FibrexNylon Săvineşti | 2            | 2002, 2003 |
| HC Minaur Baia Mare      | 2            | 1998, 1999 |
| CS Universitatea Craiova | 2            | 1992, 1993 |
| CS Politehnica Timişoara | 1            | 1991 |